# Tondo severiano
Il Tondo Pantelliano è uno dei pochi esemplari conservatisi di pittura su tavola dell'antichità: risale infatti a circa il 200. Si tratta di una pittura a tempera su di un pannello di legno circolare (tondo) del diametro di 305 mm. Correntemente fa parte della collezione Antikensammlung Berlin (numero di inventario 31329).
Il pannello raffigura l'imperatore romano Settimio Severo e la sua famiglia: a sinistra la moglie Giulia Domna e, davanti, i figli Geta e Caracalla. Tutti indossano sontuose vesti cerimoniali, mentre Settimio e i suoi figli reggono degli scettri e indossano corone intrecciate in oro decorate con pietre preziose. Il volto di Geta è stato cancellato, probabilmente dopo il suo assassinio da parte del fratello e la successiva damnatio memoriae.
Si tratta probabilmente di uno di quei ritratti imperiali che erano prodotti in massa per essere esposti in uffici ed edifici pubblici di tutto l'impero: la procedura legale romana prevedeva infatti che alcuni documenti fossero firmati di fronte all'immagine dell'imperatore, cosa che conferiva loro lo stesso status che avrebbero avuto se firmati in sua effettiva presenza. Ad ogni successiva salita al trono di un nuovo imperatore, questi ritratti erano sostituiti dai nuovi. Poiché il legno è un materiale deperibile, non sono rimasti molti esemplari: il Tondo severiano, di probabile origine egiziana, è l'unico esemplare conservatosi.